# Liste de films français sortis en 2015
Listes de films français
- 2011
- 2012
- 2013
- 2014
- 2015
- 2016
- 2017
- 2018
- 2019

En 2015, 300 films français ont été agréés par le CNC, dont 234 d'initiative française. 158 films sont de production 100 % française.
Les films français ont réalisé 72,56 millions d'entrées en France. Quatorze films ont atteint le million d'entrées.
Liste non exhaustive de films français sortis en 2015. Cette liste est incomplète.

## 2015
| Titre                                    | Réalisateur(s)                        | Genre(s)                      | Date de sortie Première sortie mondiale | Coproduction 100 % par défaut | Box-office France |
| ---------------------------------------- | ------------------------------------- | ----------------------------- | --------------------------------------- | ----------------------------- | ----------------- |
| Chic !                                   | Jérôme Cornuau                        | Comédie                       | 7 janvier 2015                          |                               | 66 007 entrées    |
| Valentin Valentin                        | Pascal Thomas                         | Comédie policière             | 7 janvier 2015                          |                               | 47 296 entrées    |
| 108 Rois-Démons                          | Pascal Morelli                        | Animation, aventure familiale | 21 janvier 2015                         | 28 % 26 % 23 % 21 % ,         | 47 483 entrées    |
| Louise                                   | Jean-François Gallotte                | Drame                         | 18 mars 2015                            |                               |                   |
| Vingt et une nuits avec Pattie           | Arnaud et Jean-Marie Larrieu          | Comédie de mœurs              | 28 août 2015                            |                               | 338 327 entrées   |
| À court d'enfants                        | Marie-Hélène Roux                     | Drame                         | 20 mai 2015                             |                               | ?                 |
| Les Nouvelles Aventures d'Aladin         | Arthur Benzaquen                      | Comédie parodique             | 14 octobre 2015                         |                               | 4 424 083 entrées |
| Les Profs 2                              | Pierre-François Martin-Laval          | Comédie                       | 1er juillet 2015                        |                               | 3 494 244 entrées |
| Babysitting 2                            | Nicolas Benamou et Philippe Lacheau   | Comédie                       | 2 décembre 2015                         |                               | 3 203 541 entrées |
| Papa ou Maman                            | Martin Bourboulon                     | Comédie                       | 4 février 2015                          |                               | 2 849 976 entrées |
| Taken 3                                  | Olivier Megaton                       | Action                        | 9 janvier 2015                          |                               | 2 641 008 entrées |
| Pourquoi j'ai pas mangé mon père         | Jamel Debbouze                        | Animation, comédie familiale  | 8 avril 2015                            | 90 % 10 %                     | 2 410 022 entrées |
| Le Petit Prince                          | Mark Osborne                          | Animation                     | 22 mai 2015                             |                               | 1 933 690 entrées |
| Belle et Sébastien : L'aventure continue | Christian Duguay                      | Drame, aventure               | 9 décembre 2015                         |                               | 1 753 705 entrées |
| Bis                                      | Dominique Farrugia                    | Comédie fantastique           | 18 février 2015                         |                               | 1 512 945 entrées |
| Le Dernier Loup                          | Jean-Jacques Annaud                   | Aventure historique           | 19 février 2015                         | 80 % 20 %                     | 1 277 584 entrées |
| Connasse, princesse des cœurs            | Noémie Saglio et Éloïse Lang          | Comédie                       | 29 avril 2015                           |                               | 1 199 096 entrées |
| Le Grand Partage                         | Alexandra Leclère                     | Comédie                       | 21 novembre 2015                        |                               | 1 131 775 entrées |
| Marguerite                               | Xavier Giannoli                       | Comédie dramatique            | 16 septembre 2015                       | 70 % 16 % 14 %                | 1 065 499 entrées |
| La Loi du marché                         | Stéphane Brizé                        | Drame social                  | 20 mai 2015                             |                               | 1 001 498 entrées |
| A Love You                               | Paul Lefèvre                          | Comédie                       | 24 juin 2015                            |                               | 25 223 entrées    |
| À peine j'ouvre les yeux                 | Leyla Bouzid                          | Drame social                  | 5 septembre 2015                        | 42 % 39 % 19 % ,              | 86 678 entrées    |
| À trois on y va                          | Jérôme Bonnell                        | Comédie romantique            | 25 mars 2015                            |                               | 107 269 entrées   |
| Adama                                    | Simon Rouby                           | Animation                     | 15 juin 2015                            |                               | 64 722 entrées    |
| Alaska                                   | Claudio Cupellini                     | Drame romantique              | 5 novembre 2015                         | 90 % 10 % ,                   | ?                 |
| Amnesia                                  | Barbet Schroeder                      | Drame                         | 19 mai 2015                             | 69 % 31 %                     | 72 159 entrées    |
| Les Anarchistes                          | Élie Wajeman                          | Drame                         | 15 mai 2015                             |                               | 48 880 entrées    |
| Antigang                                 | Benjamin Rocher                       | Policier, action              | 19 août 2015                            |                               | 388 456 entrées   |
| Le Transporteur : Héritage               | Camille Delamarre                     | Action                        | 4 septembre 2015                        |                               | 594 935 entrées   |
| La Montagne magique                      | Anca Damian                           | Animation, drame historique   | 17 juin 2015                            | 55 % 29 % 16 %                | ?                 |
| Mune : Le Gardien de la Lune             | Benoît Philippon et Alexandre Heboyan | Animation d'aventure          | 14 octobre 2015                         |                               | 529 126 entrées   |
| Mustang                                  | Deniz Gamze Ergüven                   | Drame                         | 17 juin 2015                            | 66 % 23 % 11 %                | 473 231 entrées   |
| Les Oiseaux de passage                   | Olivier Ringer                        | Drame familiale               | 3 mars 2015                             | 86 % 14 %                     | ?                 |
| Le Grand Jeu                             | Nicolas Pariser                       | Thriller                      | 16 décembre 2015                        |                               | 105 496 entrées   |
| Asphalte                                 | Samuel Benchetrit                     | Comédie dramatique            | 17 mai 2015                             |                               | 99 571 entrées    |
| Boomerang                                | François Favrat                       | Drame                         | 23 septembre 2015                       |                               | 317 289 entrées   |